# Norbert Kobielski
Norbert Kobielski (* 28. Januar 1997 in Inowrocław) ist ein polnischer Leichtathlet, der sich auf den Hochsprung spezialisiert hat.

## Sportliche Laufbahn
Erste internationale Erfahrungen sammelte Norbert Kobielski im Jahr 2015, als ihm bei den Junioreneuropameisterschaften in Eskilstuna im Finale kein gültiger Versuch über die Anfangshöhe gelang. 2017 belegte er bei den U23-Europameisterschaften mit einer Höhe von 2,19 m Rang acht und anschließend wurde er bei der Sommer-Universiade in Taipeh mit 2,15 m Zehnter.
2019 nahm er an den Halleneuropameisterschaften in Glasgow teil, gelangte dort mit 2,10 m aber nicht bis in das Finale. Anschließend gewann er bei den U23-Europameisterschaften in Gävle mit einem Sprung über 2,23 m die Bronzemedaille hinter dem Weißrussen Maksim Nedassekau und dem Briten Tom Gale. Zudem erreichte er bei den Militärweltspielen in Wuhan mit 2,05 m Rang acht. 2020 wurde er nach einem positiven Dopingtest für drei Monate gesperrt.
2021 siegte er mit 2,20 m beim Memoriał Janusza Kusocińskiego und im Jahr darauf belegte er bei den Hallenweltmeisterschaften in Belgrad mit 2,24 m den neunten Platz. Im Juni siegte er mit 2,24 m beim Memoriał Ireny Szewińskiej und verpasste anschließend bei den Weltmeisterschaften in Eugene den Finaleinzug. 2023 gelangte er bei den Halleneuropameisterschaften in Istanbul mit 2,26 m auf Rang fünf. Im Juni wurde er bei der 1. Liga der Team-Europameisterschaft im Rahmen der Europaspiele in Chorzów mit 2,26 m Dritter und sicherte sich damit ligenübergreifend die Bronzemedaille hinter dem Italiener Gianmarco Tamberi und Thomas Carmoy aus Belgien. Im August gelangte er bei den Weltmeisterschaften in Budapest mit einem Sprung über 2,25 m im Finale auf den zehnten Platz und im September wurde er mit 2,33 m Zweiter beim Prefontaine Classic.
Im Jahr darauf belegte er bei den Hallenweltmeisterschaften in Glasgow mit 2,24 m den siebten Platz. Ende Mai siegte er mit 2,24 m beim Ostrava Golden Spike und anschließend belegte er bei den Europameisterschaften in Rom mit 2,22 m den sechsten Platz. Kurz vor den Olympischen Spielen 2024 wurde er vorläufig gesperrt, nachdem er eine positive Dopingprobe abgegeben hatte.
In den Jahren 2021, 2023 und 2024 wurde Kobielski polnischer Meister im Hochsprung im Freien sowie von 2019 bis 2024 auch in der Halle.